# 혜 (시호)
혜는 시호에 쓰이는 글자다. 음이 같은 惠와 慧가 있으며, 惠는 《일주서》 〈시법해〉에서 유질자민(柔質慈民), 애민호여(愛民好與)를 일컫는다 하고 慧는 유질수간(柔質受諫)을 일컫는다 한다.

## 혜황제(惠皇帝)
- 전한 혜제
- 서진 혜제
- 대 혜제
- 명 혜제
- 베트남 후 레 왕조 혜제
- 베트남 응우옌 왕조 혜제

## 혜왕(惠王)
- 동주 혜왕
- 초 혜왕
- 위 혜왕
- 진 혜왕
- 연 혜왕
- 전한 광천 혜왕 유월
- 전한 성양 혜왕 유무
- 전한 하간 혜왕 유량
- 백제 혜왕

## 혜공(惠公)
- 노 혜공
- 동주 혜공
- 비 혜공
- 서주 혜공
- 설 혜공
- 소주 혜공
- 송 혜공
- 연 혜공
- 위 혜공
- 진(晉) 혜공
- 진(陳) 혜공
- 진(秦) 혜공
- 진(秦) 혜공

## 혜후(惠侯)
- 연 혜후
- 당 혜후